# Frédéric Lasaygues
Frédéric Lasaygues, né le 20 juin 1953 à Corbeil-Essonnes et mort le 15 décembre 2010 à Cherbourg-Octeville, est un romancier et traducteur français de plusieurs auteurs, dont Raymond Carver, ainsi que des œuvres de Richard Brautigan.